# Arturo Martínez
Arturo Esteban Martínez Rivera (ur. 11 października 1982 w Meksyku) – meksykański judoka. Olimpijczyk z Pekinu 2008, gdzie zajął 21. miejsce w kategorii 100 kg. Zdobył brązowy medal na mistrzostwach panamerykańskich w 2003 roku.

## Letnie Igrzyska Olimpijskie 2008
| Konkurencja | Walki                           | Klas. końcowa |
| Konkurencja | 1/32                            | Miejsce       |
| ----------- | ------------------------------- | ------------- |
| waga ciężka | Franck Martial Moussima (CMR) P | XXI           |